# Cândido Augusto de Albuquerque Calheiros
Cândido Augusto de Albuquerque Calheiros ComMAI • GCMAI (Seia, Valezim, 5 de Abril de 1840 - Covilhã, São Martinho, Palácio do Refúgio, 11 de Outubro de 1904), 1.º Conde do Refúgio, depois 1.º Conde da Covilhã, foi um empresário industrial e político português.

## Família
Filho de José Maria de Albuquerque Calheiros e de sua mulher Marcelina Henriques e neto paterno de José Maria de Albuquerque Calheiros e de sua mulher Maria Teresa Simões.

## Biografia
Foi grande Industrial de lanifícios na Covilhã, a cuja Câmara Municipal presidiu de 1900 a 1901, assim como à sua Associação Comercial e Industrial da Covilhã. Foi Deputado pela Covilhã na Legislatura de 1885-1886 e foi Diretor do Banco da Covilhã durante mais de 20 anos. Ao grande prestígio que as suas altas qualidades lhe deram deveu ser não só o Chefe Político incontestado naquela Cidade como a pessoa de maior prestígio em todos os meios. Quando se inaugurou em 1891 o caminho-de-ferro da Beira Baixa, hospedou no seu Palácio do Refúgio o Rei D. Carlos I de Portugal e a Rainha D. Amélia de Orleães. Unhais da Serra, como estância termal, foi uma criação sua, tendo sido o Fundador das respetivas estâncias termais. Era Comendador e Grã-Cruz da Ordem Civil do Mérito Agrícola e Industrial Classe Industrial e Comendador da Ordem de Carlos III de Espanha, etc.
O título de 1.º Conde do Refúgio foi-lhe concedido, em duas vidas, por Decreto de D. Carlos I de Portugal de 6 de Outubro de 1891, mudado para 1.º Conde da Covilhã por Decreto de D. Carlos I de Portugal de 16 de Fevereiro de 1898. Brasão de Armas: escudo partido, na 1.ª de Albuquerque e na 2.ª Calheiros; timbre: Calheiros; Coroa de Conde.

## Casamento e descendência
Casou em Lisboa a 15 de Agosto de 1873 com sua prima Ana Cândida de Quental da Câmara do Carvalhal Esmeraldo Freire Calheiros, filha do Conselheiro Alexandre Augusto Freire Calheiros, Presidente da Câmara Municipal da Covilhã em 1906, e de sua mulher Maria Vicência de Quental da Câmara do Carvalhal Esmeraldo de Atouguia de Sá Machado, sobrinha materna do 1.º Conde do Carvalhal, com geração. Foi seu filho primogénito José Mendes da Veiga de Quental Calheiros, 2.º Conde da Covilhã. Foi seu neto materno o Dr. Alexandre de Quental Calheiros Veloso, Presidente da Câmara Municipal da Covilhã de 1934 a 1937.